# 高木正得
高木 正得（たかぎ まさなり、1894年〈明治27年〉1月20日 - 1948年〈昭和23年〉11月5日）は、日本の昆虫学者、華族。爵位は子爵。貴族院子爵議員。次女は崇仁親王妃百合子。

## 生涯
旧河内丹南藩の最後の藩主・高木正善の子として生まれる。1920年（大正9年）2月、父・正善の死去により、家督を相続し、子爵となる。1922年（大正11年）、東京帝国大学理学部動物学科を卒業する。その後、東京帝国大学大学院で昆虫学、寄生虫学を専攻。1932年（昭和7年）4月7日、補欠選挙で貴族院議員に当選し1947年（昭和22年）5月2日の貴族院廃止まで在職、この間司法参与官も歴任。公務の傍ら、チョウやカミキリムシを研究した。昭和初期には、秋田県の官民共有林の払い下げを巡って詐欺的行為を働き、告訴を辛うじて免れて名古屋市に移住したといわれる。名古屋では生活に窮し、風船売りで生計を立てたこともある。
戦後は財産税7万円余を払えずに自宅を物納。皇室の外戚であることから仕事探しには苦労したが、東京都渋谷区の関東高等女学校（現在の関東国際高等学校）に奉職した。しかし、1948年7月8日、「呉れゞゝも捜してはいけません。無駄です。自然に融合して還元するのみ」との遺書を残し、昆虫採集用の青酸カリを持ち出して失踪。同年11月1日に奥多摩の雲取山中にて白骨死体となって発見された。縊死と考えられている。奥多摩はかつて足繁く昆虫採集に通った思い出の地でもあり、貴重な研究資料だった蔵書や昆虫標本類を戦災でことごとく焼失した上、それらを集め直すことが華族制度廃止で不可能になった悲しみと絶望が失踪の理由だったのではないかと妻の邦子は推測した。

## 親族
妻の邦子の父は入江為守、弟は昭和天皇の侍従長で随筆家の入江相政。家督は長女・衣子の夫である高木正順（男爵木越安綱の七男）が継いだ。次女の百合子は三笠宮崇仁親王妃、三女の桃子は京極高晴（京極高修の長男）の妻、四女の小夜子は高丘季昭の妻となった。
甥の高木正征（弟・正秋の子息）は、1920年代に陸上競技（短距離走）選手として100メートル競走に日本記録を樹立した。

## 栄典
- 1941年（昭和16年）11月11日  - 勲三等瑞宝章[6]